# Shujaat Husain Khan
Shujaat Husain Khan (14 agosto 1960) è un musicista indiano, suonatore di sitar di scuola Imdadkhani Gharana, figlio di Ustad Vilayat Khan.
Di notevoli doti vocali, ha anche suonato con il gruppo Ghazal insieme a Kayhan Kalhor. Interprete dello stile Gayaki Ang, esplora nel profondo tutte le sottigliezze della voce umana. 
È musicista di settima generazione: suo nonno Ustad Enayat Khan, suo bisnonno Ustad Imdad Khan e il suo bis-bisnonno Ustad Sahebdad Khan, sono stati tutti esponenti di spicco della tradizione Imdadkhani Gharana, che affonda le sue radici a Mymensingh, nell'attuale Bangladesh. 
Shujaat ha suonato in numerosi festival musicali in India e nel mondo, in Asia, Africa, Nord America ed Europa. Il suo approccio con il ritmo è in gran parte intuitivo e spontaneo, per la sorpresa del pubblico. È anche conosciuto per la sua voce eccezionale, che lui usa per cantare repertorio folk, come nell'album Lajo Lajo, o per recitare poesie, come in Hazaron Khwaishen.
Shujaat Khan è stato ospite alle celebrazioni per il 50° dell'indipendenza indiana nel 2007, suonando alla Carnegie Hall di New York, al Paramount Theater di Seattle, e al Meyers Symphony Theater a Dallas. In un evento del tutto eccezionale, ha anche suonato alla Sala delle Assemblee delle Nazioni Unite a Ginevra. 
Altre apparizioni memorabili furono quella alla Royal Albert Hall di Londra, alla Royce Hall di Los Angeles e alla Congress Hall a Berlino. Nell'estate del 1999 fu il solista cui fu affiancata la Edmonton Symphony Orchestra. Le sue collaborazioni in molti generi musicali sono divenute capisaldi della musica contemporanea, come ben evidenziato dall'enorme successo che ebbe il suo gruppo indo-persiano Ghazal Ensemble. Nel 2005 il loro album Rain ha ricevuto una nomination al Grammy Award. 
Nel gennaio del 2000 il Boston Herald lo ha inserito nella lista dei 25 eventi culturali più attesi dell'anno, insieme a personaggi del calibro di Seiji Ozawa e Luciano Pavarotti. 
Ha ricevuto inviti dalla Dartington School of Music in Inghilterra, dall'Università dello Stato di Washington di Seattle, e dall'UCLA. 
Ha pubblicato oltre 50 opere, per diverse case discografiche, ed un video, Khandan.